# Платов, Владимир Никанорович

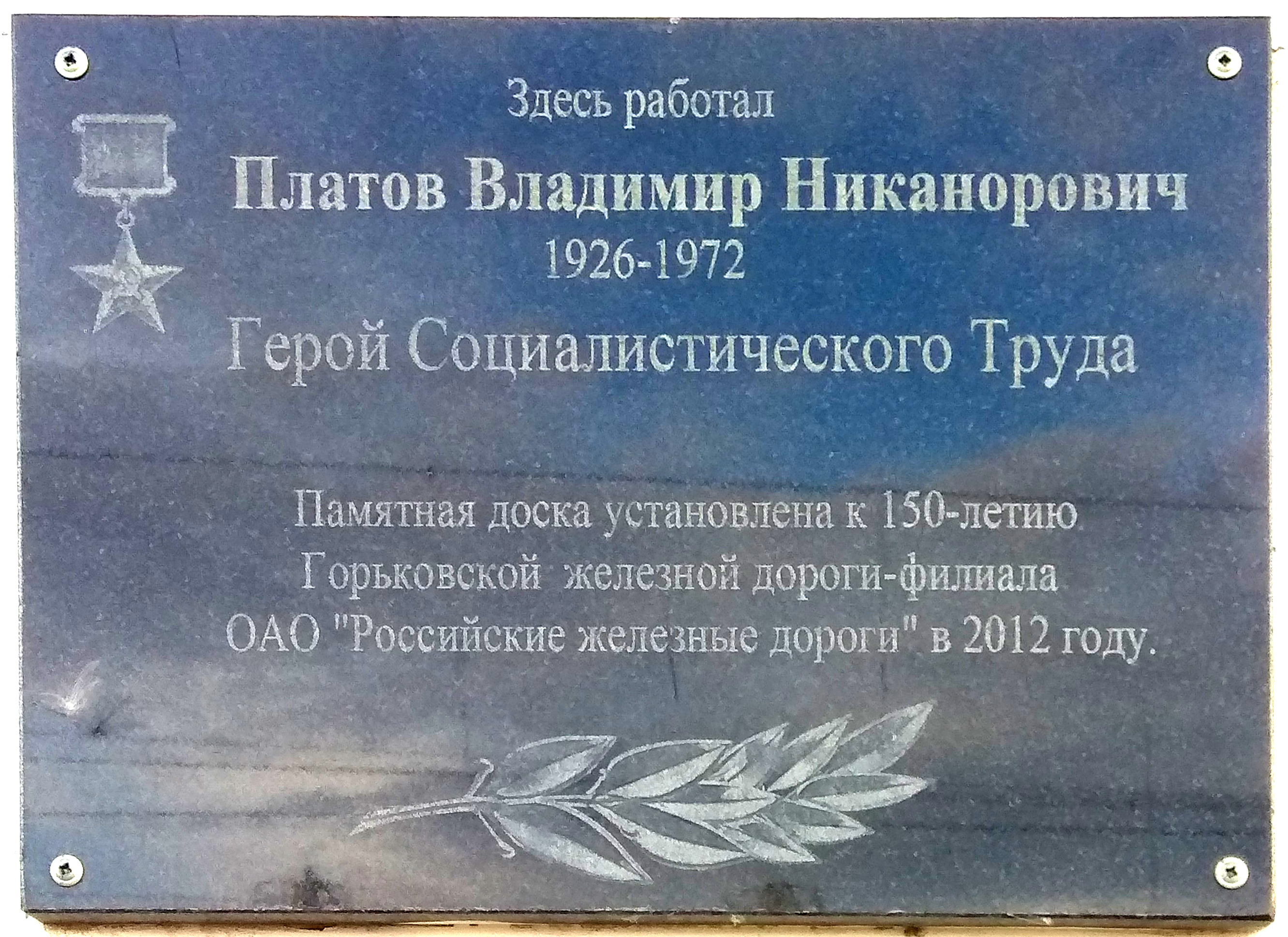
Памятная доска на железнодорожном вокзале Владимира

Владимир Никанорович Платов (18 ноября 1926, Владимирский уезд, Владимирская губерния — 12 апреля 1971, Владимир) — передовик советского железнодорожного транспорта, составитель поездов станции Владимир Горьковской железной дороги. Герой Социалистического Труда (1959).

## Биография
Родился в 1926 году в селе Алябьево (Боярская) (ныне — урочище в Собинском районе Владимирской области) в русской семье.
Трудовую деятельность начал в 1944 году, устроившись на работу стрелочником на станции Ундол. Затем был переведён сцепщиком вагонов на станцию Владимир Горьковской железной дороги.
С 1946 года начал работать составителем поездов, позже назначен дежурным по сортировочной горки.
Отличался от других работников дисциплинированностью, чувством ответственности и высоким профессионализмом. Стал инициатором социалистического соревнования по составлению большегрузных составов. Благодаря такой инициативе удалось сверх нормы отправлять грузы. За смену удавалось отправлять до 1200 тонн дополнительно народных грузов.
Указом Президиума Верховного Совета СССР от 1 августа 1959 года за достижение высоких показателей в деле развития железнодорожного транспорта Владимиру Николаевичу Платову было присвоено звание Героя Социалистического Труда с вручением ордена Ленина и медали «Серп и Молот».
Продолжал трудиться до выхода на заслуженный отдых в 1969 году.
Избирался депутатом Владимирского городского Совета.
Проживал в городе Владимире. Умер 12 апреля 1971 года. Похоронен на кладбище «Байгуши» во Владимире.

## Награды
За трудовые и боевые успехи был удостоен:
- золотая звезда «Серп и Молот» (01.08.1959)
- орден Ленина (01.08.1959)
- другие медали.
- Почётный железнодорожник.

## Память
- На здании железнодорожной станции Владимир в 2012 году была установлена мемориальная доска.